# Foss (rivier)

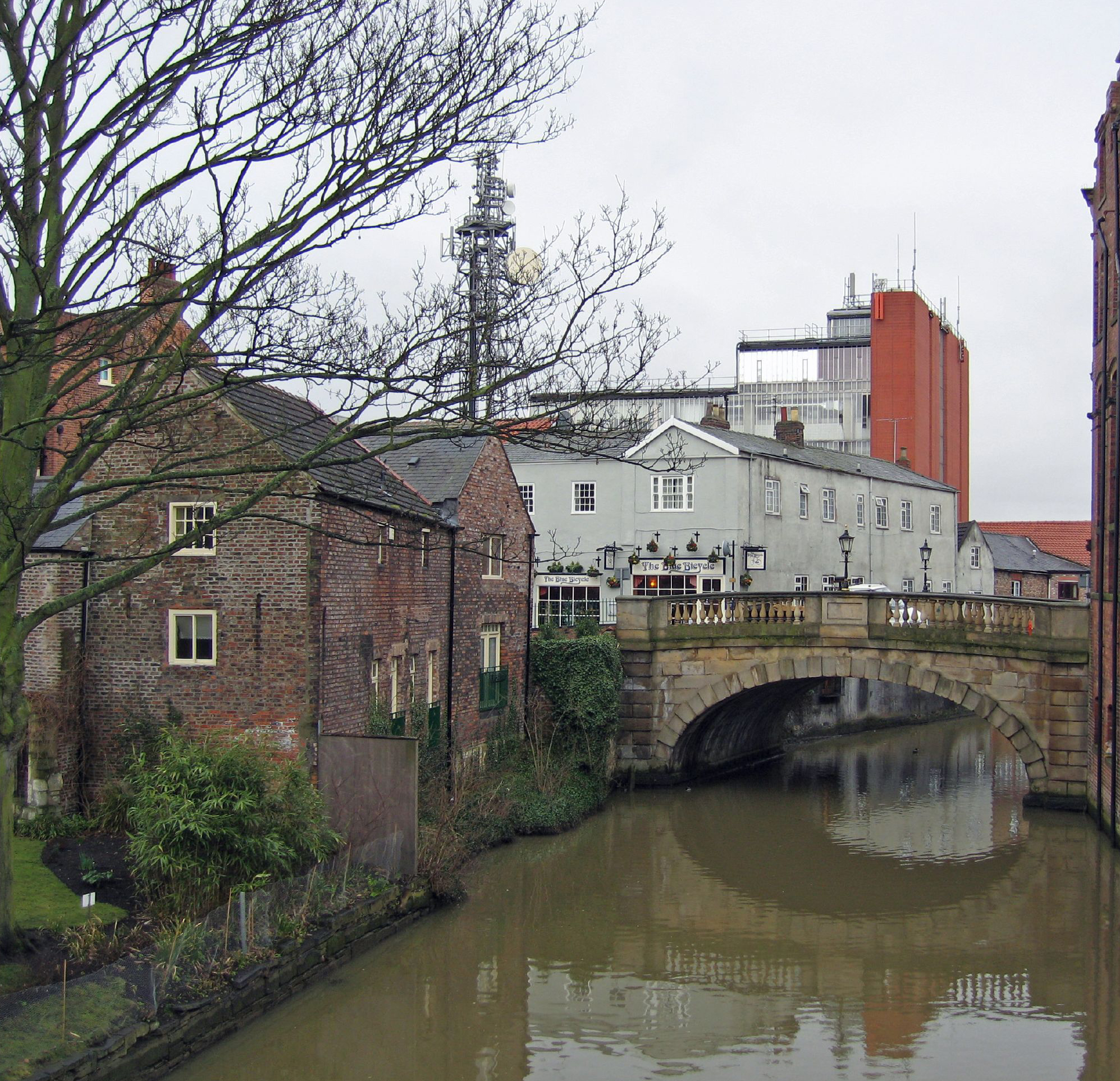
River Foss bij York

De  Foss is een gekanaliseerde rivier in het Engelse North Yorkshire. Het is een zijrivier van de Ouse. De Foss ontspringt in het reservoir van Oulston in Yearsley en stroomt dan naar York, dat aan de samenvloeiing ligt van de Ouse en de Foss. Willem de Veroveraar damde de Foss al in in 1069, ten zuiden van het kasteel van York bij de samenvloeiing met de Ouse, om zo een omwalling te krijgen rond het kasteel. In de volgende eeuwen werd de rivier steeds meer gekanaliseerd.
- Library of Congress Control Number: sh2001008066
- Nationale Bibliotheek van Israël: 987007551855205171
- Virtual International Authority File: 315530489